# 마리아 에우헤니아 수아레스
마리아 에우헤니아 수아레스(María Eugenia Suárez, 1992년 3월 9일 ~ )는 아르헨티나의 배우, 모델, 가수이다. 팝 밴드 틴 엔젤스의 멤버이다.